# Щетинин, Иван Николаевич
Иван Николаевич Щетинин (1925 — ?) — советский офицер, участник Великой Отечественной войны, кавалер трёх орденов Красного Знамени, партийный деятель низшего звена.

## Биография
Щетинин Иван Николавевич родился в 1925 году в селе Моховое (ныне — Аннинского района Воронежской области) в семье крестьянина. Русский. Член ВКП(б)/КПСС. Окончил Новокурлакскую школу.
Чтобы попасть на фронт, в 1943 году приписал в военкомате себе один год. Призван Садовским РВК. Война для И. Н. Щетинина началась на Курской дуге. Служил во фронтовой разведке. Особо отличился в сентябре 1944 года при форсировании реки Нарев в Польше. Переправившись на противоположный берег реки, группа разведчиков (около 10 человек) под командованием младшего лейтенанта И. Н. Щетинина столкнулась с передовыми частями двух немецких дивизий. Несмотря на огромное численное преимущество, разведчики завязали бой и некоторое время удерживали маленький пятачок на противоположном берегу реки Нарев, что дало возможность переправиться основным советским войскам. В этом бою погибли все разведчики, в живых остался лишь младший лейтенант Щетинин. Этот плацдарм был назван Серо́цким плацдармом — один из плацдармов на западном берегу реки Нарев, в районе местечка Сероцк (40 км севернее Варшавы). Здесь наступала 65-я армия П. И. Батова 1-го Белорусского фронта.
За бой на правом берегу реки Нарев младший лейтенант И. Н. Щетинин командующим 65-й армией И. П. Батовым был представлен к званию Героя Советского Союза. Однако вышестоящее командование не утвердило решения генерала Батова, и документы в Москву не были направлены. Вместо этого младшего лейтенанта наградили орденом Красного Знамени, который стал у него третьим. Спустя десятилетия, в 1980-е гг., подвигом Щетинина заинтересовался один из московских журналистов, доказывая, что за бой на реке Нарев Щетинину должны были дать звание Героя Советского Союза. Иван Николаевич не стал хлопотать по этому вопросу — подвиг почти забыт. В настоящее время дело о неприсвоении И. Н. Щетинину звания Героя Советского Союза остаётся спорным.
И. Н. Щетинин штурмовал Берлин, где в очередной раз особо отличился. Имеет множество боевых наград. После войны служил 5 лет в Германии. Получил звание старшего лейтенанта. Окончив партийную школу в Астрахани, работал 2-м секретарём райкома в Широковском районе Днепропетровской области.